# Bioremediacja
Bioremediacja – technologia usuwania zanieczyszczeń (głównie substancji ropopochodnych) z gleby i wód podziemnych za pomocą żywych mikroorganizmów w celu katalizowania, destrukcji lub transformacji różnego rodzaju zanieczyszczeń w formy mniej szkodliwe. W bioremediacji wykorzystywane są naturalne zdolności mikroorganizmów do rozkładu węglowodorów ropy naftowej.
Zaleca się stosowanie bioremediacji na terenach wyeksponowanych na działanie wyniszczających czynników. Przykładami zastosowań dla tego procesu są środowiska skażone metalami ciężkimi, obszary wycieków ropy naftowej, obszary hutnicze, obszary prób broni atomowej, okolice fabryk, wysypisk śmieci oraz oczyszczalni ścieków.

## Bioremediacja naturalna
Bioremediacja naturalna to proces przebiegający samorzutnie, bez stymulacji przez człowieka. Dotyczy biodegradacji wyprodukowanej biomasy roślinnej oraz resztek obumarłych organizmów i ich wydalin. Jest też dobrze obserwowana w wyciekach produktów ropopochodnych oraz przy skażeniach rozpuszczalnikami chlorowcopochodnymi, które są akceptorami elektronów dla mikroorganizmów beztlenowych. Bioremediacja naturalna powinna być monitorowana poprzez badanie potencjału redox gleby, jej pH, temperatury, zawartości tlenu, zawartości dwutlenku węgla, a także śledzenie rozmieszczenia zanieczyszczeń, migracji skażenia oraz tempa przyrostu i aktywności mikroflory w czasie.

## Bioremediacja inżynieryjna
Bioremediacja inżynieryjna to zabiegi mające na celu usunięcie zanieczyszczenia ze środowiska przez mikroorganizmy, a czasami przez rośliny. Może odbywać się ex situ lub in situ.

### Bioremediacja inżynieryjnaex situ
Technologie ex situ stosowane do oczyszczania zanieczyszczeń ciekłych prowadzi się w bioreaktorach i filtrach zraszanych, do oczyszczania emisji gazowych - w biofiltrach i biopłuczkach, a do usuwania odpadów stałych stosuje się kompostowanie i przeorywanie.

### Bioremediacja inżynieryjnain situ
Do technologii in situ należą:
- biostymulacja – przeprowadzenie modyfikacji środowiskowej np. dostarczenie pożywek dla mikroorganizmów lub napowietrzanie terenu poddawanego bioremediacji,
- bioaugmentacja – wprowadzenie dodatkowych mikroorganizmów tzw. szczepienie gleby,
- biowentylacja - technika wspierająca biostymulację i bioaugmentację, polegająca na tłoczeniu powietrza do miejsca skażenia pod powierzchnią,

## Optymalny poziom czynników sprzyjających bioremediacji
- dostępność wody - od 25% do 85%,
- tlen:
  - dla mikroorganizmów tlenowych - powyżej 0,2 mg O2/l, minimalna przestrzeń powietrzna - 10% całości,
  - dla mikroorganizmów beztlenowych - stężenie tlenu mniejsze niż 1%,
- potencjał redoks:
  - dla mikroorganizmów tlenowych i fakultatywnie beztlenowych - powyżej 50 mV,
  - dla mikroorganizmów beztlenowych - poniżej 50 mV,
- pH - od 5,5 do 8,5,
- pierwiastki biogenne - stosunek C:N:P ~ 120:10:1,
- temperatura - od 4 do 45 °C.